# Programa Coletânea

## Coletânea[1]
O Coletânea é um programa de televisão brasileiro, do gênero musical dedicado a exibição de videoclipe, exibido pela Rede Minas desde 2012. Em conversa direta com o público jovem, traz um panorama da música pop atual e de suas novas tendências, relembra grandes bandas e artistas da história da música, com espaço para todos os ritmos. O programa exibe cerca de 14 video clipes musicais na sua edição no final de semana. Em sua programação diária apresenta uma seleção de 10 clipes em média, atendendo os diversos estilos musicais sugeridos pelo público.

### Coletânea Diário[2]
A partir do dia 19 de março de 2018, no início da sua terceira temporada, o Coletânea ganhou a edição diária, inicialmente com apenas um bloco de 15 minutos. Com o crescimento nas redes sociais o programa diário passou a ter 45 minutos de duração a partir do dia 16 de agosto de 2018. Cada dia da semana é dedicado a um estilo musical, atendendo os diversos gostos do público.

#### "Hoje é dia de pop bebê"
Toda segunda durante 30 minutos, os sucessos da música pop atual.

#### "Indie e Rock"[3]
Toda terça durante 30 minutos, tem música indie e o bom e velho rock.

#### "No aleatório"
Toda quarta-feira durante 30 minutos, uma playlist de video clipes mista de acordo com os pedidos recebidos nas redes sociais do programa que não estão dentro dos outros "temas" da semana.

#### "#tbt"[4]
Toda quinta-feira durante 30 minutos, os clássicos do mundo da música dos anos 80 e 90.
"Invasão K-pop"
O programa exibe toda sexta-feira uma playlist especial só com K-pop.

### Coletânea final de semana
O programa do final de semana é exibido aos sábado às 15h com uma hora duração.

### Coletânea e Artistas Independentes
Artistas Independentes #1
- Djambê
- Zimun
- Faca Amolada
- Cliver Honorato
- Graveola e o Lixo Polifônico
- Young Lights
- Cebna
- Revolução
- Jowpah
- Pleiades
- Tamara Franklin

Artistas Independentes #2
- Cromossomo Africano
- Mentol
- Kkfos
- Nathy Faria
- Velejante
- Laura Jannuzzi
- Hell`s Punch
- Engradado
- Hc Brown
- Izumed
- Dom Pepo
- Mc Papo Feat K-naman

Artistas Independentes #3
- Paula Ituassú
- Carlos Otto
- Depois Da Tempestade
- The Junkie Dogs
- Silvino
- Thalita Aneda
- Falsidade Ideológica
- Força Vocalis
- Guilherme Ventura
- Caraná
- Maíra Baldaia
- Arthur Vinih E Os Malungos

Artistas Independentes #4
- D'fernandes
- Marcos Sandália e Meia
- Dolores 602
- Dops
- Nêga Lucas
- Ultraflow
- Victória Müller
- Zimbra
- Borba

### Edições especiais
2017
14 de outubro de 2017 - "Coletânea na Rua - Dia das Crianças"
18 de novembro de 2018 -  "Mês da Consciência Negra"

2018
14 de julho de 2018 - "Coletânea na Rua - Orgulho LGBT"
25 de agosto de 2018 - "Coletânea Entrevista"
1 de setembro de 2018 - "Coletânea no Breve Festival"
2019
26 de janeiro de 2019 - "Coletânea Entrevista - Especial no Planeta Brasil"
13 de julho de 2019 - "Especial Dia Mundial do Rock"
20 de julho de 2019 - "Cena Musical LGBTQI+ de Belo Horizonte"
12 de outubro de 2019 - Especial Dia Das Crianças
23 de novembro de 2019 - Especial Consciência Negra 2019